# Voskehat (Armavir)
Pour l’article homonyme, voir Voskehat (Aragatsotn).
Voskehat (en arménien Ոսկեհատ ; anciennement Patr'inj) est une communauté rurale du marz d'Armavir, en Arménie. Elle compte 3 428 habitants en 2009.